# Football League One 2016-2017
La EFL League One 2016-2017, conosciuta anche con il nome di Sky Bet League One per motivi di sponsorizzazione, è stato il 90º campionato inglese di calcio di terza divisione, nonché il 13º con la denominazione di League One. La stagione regolare è stata disputata tra il 6 agosto 2016 ed il 30 aprile 2017, mentre i play off si sono svolti tra il 4 ed il 20 maggio 2017. Ad aggiudicarsi il titolo è stato lo Sheffield United, al primo successo nella categoria. Le altre due promozioni in Championship sono state invece conseguite dal Bolton Wanderers (2º classificato) e dal Millwall (vincitore dei play off).
Capocannoniere del torneo è stato Billy Sharp (Sheffield United) con 30 reti.

## Stagione

### Novità
Al termine della stagione precedente sono stati promossi direttamente in Championship il Wigan Athletic ed il Burton Albion, che sono arrivati rispettivamente 1° e 2° al termine della stagione regolare, mentre il Barnsley, piazzatosi 6°, è riuscito a raggiungere la promozione attraverso i play-off.
Il Doncaster Rovers (21°), il Blackpool (22°), il Colchester United (23°) ed il Crewe Alexandra (24°) non sono riusciti, invece, a mantenere la categoria e sono retrocessi in League Two.
Queste sette squadre sono state rimpiazzate dalle tre retrocesse dalla Championship: Charlton Athletic, Milton Keynes Dons e Bolton Wanderers (quest'ultima non scendeva nel terzo livello del calcio inglese da 24 anni) e dalle quattro neopromosse provenienti dalla League Two: Northampton Town, Oxford United (salita nuovamente in terza serie dopo 16 anni), Bristol Rovers e AFC Wimbledon.

### Formula
Le prime due classificate, più la vincente dei play off tra le squadre giunte dal 3º al 6º posto, vengono promosse in Championship, mentre le ultime quattro classificate retrocedono in League Two.

## Squadre partecipanti
| Squadra             | Stagione | Città                    | Stadio                             | Stagione precedente                                   |
| ------------------- | -------- | ------------------------ | ---------------------------------- | ----------------------------------------------------- |
| AFC Wimbledon       | dettagli | Londra (Wimbledon)       | Kingsmeadow (Kingston upon Thames) | 7º posto in Football League Two, promosso             |
| Bolton Wanderers    | dettagli | Bolton                   | Macron Stadium                     | 24º posto in Football League Championship, retrocesso |
| Bradford City       | dettagli | Bradford                 | Valley Parade                      | 5º posto in Football League One                       |
| Bristol Rovers      | dettagli | Bristol                  | Memorial Stadium                   | 3º posto in Football League Two, promosso             |
| Bury                | dettagli | Bury                     | Gigg Lane                          | 16º posto in Football League One                      |
| Charlton Athletic   | dettagli | Londra (Charlton)        | The Valley                         | 22º posto in Football League Championship, retrocesso |
| Chesterfield        | dettagli | Chesterfield             | Proact Stadium                     | 18º posto in Football League One                      |
| Coventry City       | dettagli | Coventry                 | Ricoh Arena                        | 8º posto in Football League One                       |
| Fleetwood Town      | dettagli | Fleetwood                | Highbury Stadium                   | 19º posto in Football League One                      |
| Gillingham          | dettagli | Gillingham               | Priestfield Stadium                | 9º posto in Football League One                       |
| Millwall            | dettagli | Londra (Bermondsey)      | The Den                            | 4º posto in Football League One                       |
| Milton Keynes Dons  | dettagli | Milton Keynes            | Stadium:mk                         | 23º posto in Football League Championship, retrocesso |
| Northampton Town    | dettagli | Northampton              | Sixfields Stadium                  | 1º posto in Football League Two, promosso             |
| Oldham Athletic     | dettagli | Oldham                   | Boundary Park                      | 17º posto in Football League One                      |
| Oxford Utd          | dettagli | Oxford                   | Kassam Stadium                     | 2º posto in Football League Two, promosso             |
| Peterborough United | dettagli | Peterborough             | London Road                        | 13º posto in Football League One                      |
| Port Vale           | dettagli | Stoke-on-Trent (Burslem) | Vale Park                          | 12º posto in Football League One                      |
| Rochdale            | dettagli | Rochdale                 | Spotland Stadium                   | 10º posto in Football League One                      |
| Scunthorpe United   | dettagli | Scunthorpe               | Glanford Park                      | 7º posto in Football League One                       |
| Sheffield United    | dettagli | Sheffield                | Bramall Lane                       | 11º posto in Football League One                      |
| Shrewsbury Town     | dettagli | Shrewsbury               | New Meadow                         | 20º posto in Football League One                      |
| Southend United     | dettagli | Southend-on-Sea          | Roots Hall                         | 14º posto in Football League One                      |
| Swindon Town        | dettagli | Swindon                  | County Ground                      | 15º posto in Football League One                      |
| Walsall             | dettagli | Walsall                  | Bescot Stadium                     | 3º posto in Football League One                       |

## Allenatori e primatisti
| Squadra             | Manager                                                                                  | Calciatore più presente (tra parentesi il numero delle presenze) | Cannoniere (tra parentesi il numero dei gol)             |
| ------------------- | ---------------------------------------------------------------------------------------- | ---------------------------------------------------------------- | -------------------------------------------------------- |
| AFC Wimbledon       | Neal Ardley                                                                              | Jake Reeves (46)                                                 | Tom Elliot, Lyle Taylor (10)                             |
| Bolton Wanderers    | Phil Parkinson                                                                           | Joshua Vela (46)                                                 | Zach Clough, Gary Madine, Joshua Vela, David Wheater (9) |
| Bradford City       | Stuart McCall                                                                            | Romaine Vincelot (45)                                            | Jordi Hiwula-Mayfuila (9)                                |
| Bristol Rovers      | Darrell Clarke                                                                           | Tom Lockyer (46)                                                 | Matt Taylor (16)                                         |
| Bury                | David Flitcroft (1ª-17ª) Chris Brass (18ª-32ª) Lee Clark (33ª-46ª)                       | Greg Leigh (45)                                                  | James Vaughan (24)                                       |
| Charlton Athletic   | Russell Slade (1ª-16ª) Kevin Nugent (17ª-18ª) Karl Robinson (19ª-46ª)                    | Andrew Crofts (45)                                               | Ricky Holmes (13)                                        |
| Chesterfield        | Danny Wilson (1ª-26ª) Ritchie Humphreys (27ª) Gary Caldwell (28ª-46ª)                    | Dion Donohue (37)                                                | Kristian Dennis (7)                                      |
| Coventry City       | Tony Mowbray (1ª-10ª) Mark Venus (11ª-22ª) Russell Slade (23ª-35ª) Mark Robins (36ª-46ª) | Jordan Turnbull, Jordan Willis (36)                              | George Thomas (5)                                        |
| Fleetwood Town      | Uwe Rösler                                                                               | David Ball (46)                                                  | David Ball (14)                                          |
| Gillingham          | Justin Edinburgh (1ª-25ª) Adrian Pennock (26ª-46ª)                                       | Max Ehmer (45)                                                   | Josh Wright (13)                                         |
| Millwall            | Neil Harris                                                                              | Byron Webster, Shaun Williams (44)                               | Lee Gregory (17)                                         |
| Milton Keynes Dons  | Karl Robinson (1ª-15ª) Richie Baker (16ª-20ª) Robbie Neilson (21ª-46ª)                   | Kieran Agard, Ed Upson (42)                                      | Kieran Agard (12)                                        |
| Northampton Town    | Robert Page (1ª-26ª) Justin Edinburgh (27ª-46ª)                                          | David Buchanan (45)                                              | John-Joe O'Toole, Marc Richards (10)                     |
| Oldham Athletic     | Stephen Robinson (1ª-24ª) John Sheridan (25ª-46ª)                                        | Peter Clarke, Connor Ripley (46)                                 | Lee Erwin (8)                                            |
| Oxford United       | Michael Appleton                                                                         | Simon Eastwood (46)                                              | Chris Maguire (13)                                       |
| Peterborough United | Grant McCann                                                                             | Chris Forrester, Tom Nichols (43)                                | Tom Nichols (10)                                         |
| Port Vale           | Bruno Ribeiro (1ª-23ª) Michael Brown (24ª-46ª)                                           | Nathan Smith (46)                                                | Alex Jones (9)                                           |
| Rochdale            | Keith Hill                                                                               | Callum Camps (44)                                                | Ian Henderson (15)                                       |
| Scunthorpe United   | Graham Alexander                                                                         | Murray Wallace (46)                                              | Josh Morris (19)                                         |
| Sheffield United    | Chris Wilder                                                                             | Billy Sharp (46)                                                 | Billy Sharp (30)                                         |
| Shrewsbury Town     | Danny Coyne (1ª-15ª) Paul Hurst (16ª-46ª)                                                | Junior Brown, Jaysonn Leutwiler (43)                             | Louis Dodds (8)                                          |
| Southend United     | Phil Brown                                                                               | Simon Cox (44)                                                   | Simon Cox (16)                                           |
| Swindon Town        | Luke Williams                                                                            | Lawrence Vigouroux (43)                                          | Jonathan Obika (6)                                       |
| Walsall             | Jonathan Whitney                                                                         | Jason McCarthy (46)                                              | Erhun Öztümer (15)                                       |

## Classifica finale
|  | Pos. | Squadra          | Pt  | G  | V  | N  | P  | GF | GS | DR  |
|  | ---- | ---------------- | --- | -- | -- | -- | -- | -- | -- | --- |
|  | 1.   | Sheffield Utd    | 100 | 46 | 30 | 10 | 6  | 92 | 47 | +45 |
|  | 2.   | Bolton           | 86  | 46 | 25 | 11 | 10 | 78 | 36 | +42 |
|  | 3.   | Scunthorpe Utd   | 82  | 46 | 24 | 10 | 12 | 82 | 52 | +30 |
|  | 4.   | Fleetwood Town   | 82  | 46 | 23 | 13 | 10 | 64 | 43 | +21 |
|  | 5.   | Bradford City    | 79  | 46 | 20 | 19 | 7  | 61 | 42 | +19 |
|  | 6.   | Millwall         | 73  | 46 | 20 | 13 | 13 | 66 | 56 | +10 |
|  | 7.   | Southend Utd     | 72  | 46 | 20 | 12 | 14 | 69 | 52 | +17 |
|  | 8.   | Oxford Utd       | 69  | 46 | 20 | 9  | 17 | 66 | 53 | +13 |
|  | 9.   | Rochdale         | 69  | 46 | 19 | 12 | 15 | 71 | 61 | +10 |
|  | 10.  | Bristol Rovers   | 66  | 46 | 18 | 12 | 16 | 70 | 70 | 0   |
|  | 11.  | Peterborough Utd | 62  | 46 | 17 | 11 | 18 | 62 | 62 | 0   |
|  | 12.  | MK Dons          | 61  | 46 | 16 | 13 | 17 | 61 | 58 | +3  |
|  | 13.  | Charlton         | 60  | 46 | 14 | 18 | 14 | 60 | 53 | +7  |
|  | 14.  | Walsall          | 58  | 46 | 14 | 16 | 16 | 51 | 58 | -7  |
|  | 15.  | AFC Wimbledon    | 57  | 46 | 13 | 18 | 15 | 52 | 55 | -3  |
|  | 16.  | Northampton Town | 53  | 46 | 14 | 11 | 21 | 60 | 73 | -13 |
|  | 17.  | Oldham Athletic  | 53  | 46 | 12 | 17 | 17 | 31 | 44 | -13 |
|  | 18.  | Shrewsbury Town  | 51  | 46 | 13 | 12 | 21 | 46 | 63 | -17 |
|  | 19.  | Bury             | 50  | 46 | 13 | 11 | 22 | 60 | 71 | -11 |
|  | 20.  | Gillingham       | 50  | 46 | 12 | 14 | 20 | 60 | 78 | -18 |
|  | 21.  | Port Vale        | 49  | 46 | 12 | 13 | 21 | 45 | 70 | -25 |
|  | 22.  | Swindon Town     | 44  | 46 | 11 | 11 | 24 | 44 | 66 | -22 |
|  | 23.  | Coventry City    | 39  | 46 | 9  | 12 | 25 | 27 | 68 | -41 |
|  | 24.  | Chesterfield     | 37  | 46 | 9  | 10 | 27 | 43 | 78 | -35 |

Legenda:
      Promosso in EFL Championship 2017-2018.
  Ammesso ai play-off.
      Retrocesso in EFL League Two 2017-2018.
Regolamento:
Tre punti a vittoria, uno a pareggio, zero a sconfitta.
In caso di arrivo di due o più squadre a pari punti, la graduatoria verrà stilata secondo i seguenti criteri:
- differenza reti
- maggior numero di gol segnati
- classifica avulsa
- spareggio

## Spareggi

### Play-off

#### Tabellone
|  | Semifinali | Semifinali     | Semifinali | Semifinali | Semifinali |  |  | Finale | Finale        | Finale |  |
|  |            |                |            |            |            |  |  |        |               |        |  |
|  | 6          | Millwall       | 0          | 3          | 3          |  |  |        |               |        |  |
|  | 3          | Scunthorpe Utd | 0          | 2          | 2          |  |  | 6      | Millwall      | 1      |  |
|  | 5          | Bradford City  | 0          | 1          | 1          |  |  | 5      | Bradford City | 0      |  |
|  | 4          | Fleetwood Town | 0          | 0          | 0          |  |  |        |               |        |  |

#### Semifinali
|                   | Risultati |                   | Luogo e data              |
| ----------------- | --------- | ----------------- | ------------------------- |
| Millwall          | 0-0       | Scunthorpe United | Londra, 4 maggio 2017     |
| Scunthorpe United | 2-3       | Millwall          | Scunthorpe, 7 maggio 2017 |
|                   |           |                   |                           |
| Bradford City     | 0-0       | Fleetwood Town    | Bradford, 4 maggio 2017   |
| Fleetwood Town    | 0-1       | Bradford City     | Fleetwood, 7 maggio 2017  |
|                   |           |                   |                           |

#### Finale
|               | Risultato |          | Luogo e data                     |
| ------------- | --------- | -------- | -------------------------------- |
| Bradford City | 0-1       | Millwall | Londra (Wembley), 20 maggio 2017 |
|               |           |          |                                  |

## Statistiche

### Squadre

#### Primati stagionali
Squadre
- Maggior numero di vittorie: Sheffield United (30)
- Minor numero di vittorie: Chesterfield e Coventry City (9)
- Maggior numero di pareggi Bradford City (19)
- Minor numero di pareggi: Oxford United (9)
- Maggior numero di sconfitte: Chesterfield (27)
- Minor numero di sconfitte: Sheffield United (6)
- Miglior attacco: Sheffield United (92 gol fatti)
- Peggior attacco: Coventry City (27 gol fatti)
- Miglior difesa: Bolton Wanderers (36 gol subiti)
- Peggior difesa: Chesterfield e Gillingham (78 gol subiti)
- Maggior numero di clean sheet: Fleetwood Town (20)
- Minor numero di clean sheet: Gillingham (3)
- Miglior differenza reti: Sheffield United (+45)
- Peggior differenza reti: Coventry City (-41)
- Maggior numero di vittorie consecutive: Sheffield United (7)
- Maggior numero di sconfitte consecutive: Bury (13)
- Miglior sequenza di risultati utili: Fleetwood Town (18 gare)
- Peggior sequenza di risultati negativi: Bury (20 gare)

Partite
- Partita con più reti: Milton Keynes Dons-Northampton Town 5-3 (8)
- Partita con maggiore scarto di gol: Bristol Rovers-Northampton Town 5-0, Scunthorpe United-Gillingham 5-0 (5)

### Individuali

#### Classifica marcatori
| Gol | Rigori |  | Giocatore     | Squadra                         |
| --- | ------ |  | ------------- | ------------------------------- |
| 30  | 4      |  | Billy Sharp   | Sheffield Utd                   |
| 24  | 3      |  | James Vaughan | Bury                            |
| 19  | 4      |  | Josh Morris   | Scunthorpe Utd                  |
| 17  | 8      |  | Lee Gregory   | Millwall                        |
| 16  | 3      |  | Simon Cox     | Southend Utd                    |
| 16  | 4      |  | Matt Taylor   | Bristol Rovers                  |
| 15  | 3      |  | Billy Bodin   | Bristol Rovers                  |
| 15  | 4      |  | Ian Henderson | Rochdale                        |
| 15  | 2      |  | Erhun Öztümer | Walsall                         |
| 14  |        |  | David Ball    | Fleetwood Town                  |
| 14  | 2      |  | Alex Jones    | Port Vale (9) Bradford City (5) |